# Puebla de Yeltes (kommun)
Puebla de Yeltes är en kommun i Spanien.   Den ligger i provinsen Provincia de Salamanca och regionen Kastilien och Leon, i den centrala delen av landet, 210 km väster om huvudstaden Madrid. Antalet invånare är 175.